# داش تپه (خدابنده)
داش تپه (خدابنده)، روستایی از توابع بخش بزینهرود شهرستان خدابنده در استان زنجان ایران است.

## جمعیت
این روستا در دهستان بزینه رود قرار دارد و براساس سرشماری مرکز آمار ایران در سال ۱۳۸۵، جمعیت آن ۱۲۰ نفر (۲۷خانوار) بوده‌است.